# Canavalia madagascariensis
Canavalia madagascariensis är en ärtväxtart som beskrevs av J.D.Sauer. Canavalia madagascariensis ingår i släktet Canavalia och familjen ärtväxter. Inga underarter finns listade i Catalogue of Life.